# 무차치타스
《무차치타스》(스페인어: Muchachitas)은 1991년 방영된 멕시코의 텔레노벨라이다.